# Klaus Wennemann
Klaus Wennemann (18 décembre 1940 à Oer-Erkenschwick - 7 janvier 2000 à Bad Aibling, Bavière) est un acteur allemand.

## Biographie
Né d'un père travaillant dans les mines de la Ruhr, Klaus Wennemann a fait une formation dans une école de commerce puis a suivi des cours privés jusqu'à sa mobilisation pour le service militaire. De 1964 à 1966, il a complété sa formation dans le domaine du spectacle à l'école Folkwang à Essen (Ruhr). Par la suite, il a fait ses débuts sur scène en 1965 au Théâtre d’Aix-la-Chapelle avec le rôle de Lee Harvey Oswald dans la première de la pièce intitulée Dallas, le 22 novembre. Son premier engagement important se situe en 1966 au théâtre municipal de Landshut où il est resté jusqu'en 1969. Pour son interprétation dans Peter Weiss, il s'est vu décerner - en 1968 - le Grand Prix Hersfeld. Il a ensuite déménagé à Stuttgart pour travailler au Théâtre de Württemberg avant d'aller au Théâtre municipal de Francfort de 1972 à 1980 où il a joué dans Der Hausmeister de Harold Pinter, Frühlings Erwachen de Franck Wedekind, et Bürger Schippel de Carl Sternheim. Dans cette période, plusieurs  rôles lui ont permis de jouer au Théâtre d'Aix-la-Chapelle et au Théâtre Municipal de Bonn. Par la suite on le verra apparaître au Festival de la Ruhr. À partir de 1980, Klaus Wennemann a aussi travaillé comme pigiste.
La percée au cinéma de Klaus Wennemann se fait en 1981 avec Das Boot, l'adaptation cinématographique du best-seller de Lothar-Günther Buchheim. Dans ce film de Wolfgang Petersen, il a le rôle de l'officier mécanicien du sous-marin allemand U-96 aux côtés de Jürgen Prochnow. 
Sur le grand écran, il a aussi tourné dans le film d’Alexander Kluge/ la puissance des émotions (1983), puis celui de Carl Schenkel dans le thriller de Down (1984), et a joué avec Barbara Rudnik dans la comédie L'Homme invisible (de) (1987) de Ulf Miehe. Dans la première saison de Rote Erde 1983, signalons qu’il avait repris le rôle du guide d'exploitation. K.Wennemann a acquis — avec le rôle de Faber — une grande popularité dans la série policière Der Fahnder  (« l’Enquêteur » /91 épisodes) qui a duré de 1984 à 1993 et dans laquelle il a incarné le rôle d'un inspecteur au comportement atypique. Der Fahnder lui a valu d'obtenir le prix Adolf-Grimme. Son interprétation a donné à la série des audiences record. Dans les années 1990 il a joué dans Schwarz greift ein. On a aperçu Klaus Wennemann dans les séries Inspecteur Derrick (« L'ordre des choses ») et Siska (« Illusion et réalité »), Tatort.
Klaus Wennemann, qui était marié à Hedi — depuis 1963 — et père de deux fils, est mort peu après son 59e anniversaire d'un cancer du poumon. Jusqu'à sa mort, l'acteur vivait à Herrsching am Ammersee.
Klaus Wennemann a été enterré au cimetière de Oer-Erkenschwick où il a été inhumé à côté de ses parents.

## Filmographie
- 1981 : Das Boot
- 1983 : Die Macht der Gefühle
- 1983 : Rote Erde (de) (série télévisée)
- 1984 : Abwärts
- 1984–1993 : Der Fahnder (série télévisée)
- 1986 : Tatort – Freunde
- 1987 : L'Homme invisible (de)
- 1987 : Auf Achse - Reporter des Regenbogens
- 1988 : Liebling Kreuzberg - Rom und zurück
- 1989 : Schuldig (téléfilm)
- 1990 : Neuner
- 1992 : Schuld war nur der Bossa Nova (téléfilm)
- 1993 : Vater braucht eine Frau (série télévisée)
- 1994-1995 : Schwarz greift ein (série télévisée)
- 1998-1999 : Hinter Gittern – Der Frauenknast
- 1999 : Siska – Fünf Minuten, höchstens sechs
- 1999 : Morgen gehört der Himmel dir (téléfilm)
- 1999 : Küstenwache – Blinder Passagier

## Prix
- 1968 : grand prix Hersfeld

## Source
- (de) Cet article est partiellement ou en totalité issu de l’article de Wikipédia en allemand intitulé « Klaus Wennemann » (voir la liste des auteurs).